# Gyroweisia monterreia
Gyroweisia monterreia là một loài rêu trong họ Pottiaceae. Loài này được R.H. Zander & F.J. Herm. mô tả khoa học đầu tiên năm 1986.